# شبهای تهران (فیلم ۱۳۳۲)
شب‌های تهران فیلمی ایرانی به کارگردانی سیامک یاسمی محصول سال ۱۳۳۲ است.

## خلاصه داستان
دادستان شهر به سبب کار زیاد به همسر خود توجه ندارد، در این شرایط دوست نابابی همسرش را فریب می‌دهد و با او فرار می‌کند. از آن پس دادستان خود عهده‌دار سرپرستی تنها دخترش می‌شود. سال‌ها بعد همسر دادستان که اعتیاد و شب زنده داری‌های پیاپی پیر و شکسته اش کرده، بی‌پناه و سرگردان می‌شود، اما همیشه از دور دخترش را می‌بیند. مادر وقتی دخترش را در دام مرد هوسبازی که سقوط او را باعث شده می‌بیند، مرد را به قتل می‌رساند و بعد در دادگاهی که دادستان آن شوهر خود اوست با دفاعی مستدل تبرئه می‌شود و به خواست شوهرش، زندگی تازه‌ای را در کنار دخترش آغاز می‌کند.